# Richard T. Heffron
Pour les articles homonymes, voir Heffron.
Richard T. Heffron est un réalisateur et acteur américain né le 6 octobre 1930 à Chicago, dans l'Illinois (États-Unis), et mort le 27 août 2007 à Seattle.

## Filmographie

### comme réalisateur
- 1971 : Prenez mon nom, ma femme, mon héritage (Do You Take This Stranger?) (TV)
- 1972 : Fillmore (en)
- 1972 : Banacek ("Banacek") (série télévisée)
- 1973 : Toma (TV)
- 1973 : Outrage (TV)
- 1974 : The Morning After (en) (TV)
- 1974 : 200 dollars plus les frais (TV)
- 1974 : Newman's Law (en)
- 1974 : The California Kid (en) (TV)
- 1974 : Locusts (TV)
- 1975 : The Honorable Sam Houston (TV)
- 1975 : I Will Fight No More Forever (en) (TV)
- 1975 : Death Scream (en) (TV)
- 1976 : La grande traque (Trackdown)
- 1976 : Les Rescapés du futur (Futureworld)
- 1977 : Un couple en fuite (Outlaw Blues)
- 1977 : Young Joe, the Forgotten Kennedy (en) (TV)
- 1978 : See How She Runs (TV)
- 1978 : True Grit: A Further Adventure (en) (TV)
- 1980 : Rumeurs de guerre (en) (A Rumor of War) (TV)
- 1980 : Mister Gaffes (Foolin' Around)
- 1981 : A Whale for the Killing (TV)
- 1982 : J'aurai ta peau (I, the Jury)
- 1983 : Le Crime dans le sang (en) (A Killer in the Family) (TV)
- 1984 : V : La Bataille finale (feuilleton TV)
- 1984 : Anatomy of an Illness (TV)
- 1984 : The Mystic Warrior (en) (TV)
- 1985 : Nord et sud ("North and South") (feuilleton TV)
- 1986 : Samaritan: The Mitch Snyder Story (TV)
- 1987 : Reconnue coupable (Convicted: A Mother's Story) (TV)
- 1987 : Coupable d'innocence (Guilty of Innocence: The Lenell Geter Story) (TV)
- 1987 : Napoléon et Joséphine : Une histoire d'amour (en) (feuilleton télévisé)
- 1988 : Broken Angel (en) (TV)
- 1988 : Pancho Barnes (en) (TV)
- 1989 : La Révolution française (seconde partie : Les Années terribles)
- 1991 : Tagget (en) (TV)
- 1995 : Une petite ville bien tranquille (Deadly Family Secrets) (TV)
- 1996 : Danielle Steel: Un si grand amour (No Greater Love) (TV)
- 1996 : Le Baron ("Barone, Il") (feuilleton TV)

### comme acteur
- 1987 : Napoleon and Josephine: A Love Story (feuilleton TV) : Duchene